# União Velocipédica de Amadores
União Velocipédica de Amadores foi a segunda sociedade esportiva para a prática do ciclismo fundada na cidade de Porto Alegre.

## História
Fundada em 10 de março de 1895, a União (como era chamada) promovia excursões
e passeios turísticos com a bicicleta entre seus associados e não tardou para que inaugurasse  o seu velódromo, ocorrido no dia 30 de janeiro de 1898, na bacia central do Prado Independente, com extensão de 550 metros em forma de elipse. Pouco tempo depois a União construiu seu segundo velódromo, localizado na Várzea, à Rua Sarmento Leite, inaugurado no dia 19 de novembro de 1899.
Nesta época, existia a Rodforvier Verein Blitz, outra sociedade esportiva para a prática do ciclismo localizada também em Porto Alegre e ambas organizaram a primeira corrida de rua do Rio Grande do Sul, isso, no dia 10 de janeiro de 1897, com três atletas de cada equipe e o vencedor foi João Alves da União.
Não se tem uma data precisa do extinção da União Velocipédica de Amadores, mas pode ter ocorrido já nos primeiros anos do século XX, quando houve o desinteresse pela prática esportiva do ciclismo e a sua substituição pela futebol.